# 6-Vratsa (circonscription électorale)
Pour les articles homonymes, voir Vratsa (homonymie).
La circonscription électorale 6-Vratsa correspond à l'oblast du même nom et envoie 6 députés à l'Assemblée nationale de Bulgarie.

## Résultats électoraux

### Élections législatives de 2022
| Partis                 | Partis                                             | Voix    | %     | Sièges | +/-           | Élus (% valide au vote préférentiel)                 |
| ---------------------- | -------------------------------------------------- | ------- | ----- | ------ | ------------- | ---------------------------------------------------- |
|                        | Coalition GERB-SDS                                 | 17 466  | 31,32 | 2      |               | Petya Avramova (58,93%) et Martin Harizanov (18,36%) |
|                        | Nous continuons le changement                      | 8 982   | 16,10 | 1      | en stagnation | Denitsa Simeonova (80,47%)                           |
|                        | BSP pour la Bulgarie                               | 6 076   | 10,89 | 1      | en stagnation | Atanas Zafirov (77,96%)                              |
|                        | Mouvement des droits et des libertés               | 5 735   | 10,28 | 1      | en stagnation | Tsvetan Enchev (51,95%)                              |
|                        | Renaissance                                        | 5 127   | 9,19  | 1      | 1             | Ivaylo Papov (82,01%)                                |
|                        | Réveil bulgare                                     | 2 617   | 4,69  | 0      | Nv.           |                                                      |
|                        | Il y a un tel peuple                               | 2 340   | 4,20  | 0      | 1             |                                                      |
|                        | Bulgarie démocratique                              | 1 867   | 3,35  | 0      | en stagnation |                                                      |
|                        | VMRO - Mouvement national bulgare                  | 737     | 1,32  | 0      | en stagnation |                                                      |
|                        | Debout.BG ! Nous arrivons !                        | 681     | 1,22  | 0      | en stagnation |                                                      |
|                        | Union nationale Attaque                            | 237     | 0,42  | 0      | en stagnation |                                                      |
|                        | Mouvement des candidats indépendants               | 187     | 0,34  | 0      | en stagnation |                                                      |
|                        | Bulgarie juste                                     | 181     | 0,32  | 0      | en stagnation |                                                      |
|                        | Russophiles pour le renouveau de la patrie         | 167     | 0,30  | 0      | en stagnation |                                                      |
|                        | Social-démocratie bulgare - EuroGauche             | 160     | 0,29  | 0      | en stagnation |                                                      |
|                        | Union bulgare pour la démocratie directe           | 153     | 0,27  | 0      | en stagnation |                                                      |
|                        | Coalition pour toi Bulgarie                        | 123     | 0,22  | 0      | en stagnation |                                                      |
|                        | Voix du peuple                                     | 97      | 0,17  | 0      | en stagnation |                                                      |
|                        | Mouvement national - Unité                         | 95      | 0,17  | 0      | Nv.           |                                                      |
|                        | Morale, Initiative et Patriotisme                  | 93      | 0,17  | 0      | en stagnation |                                                      |
|                        | Démocratie directe                                 | 81      | 0,15  | 0      | en stagnation |                                                      |
|                        | La Bulgarie du travail et de l'intelligence        | 79      | 0,14  | 0      | en stagnation |                                                      |
|                        | Union nationale bulgare - Nouvelle démocratie      | 67      | 0,12  | 0      | en stagnation |                                                      |
|                        | Front national pour le salut de la Bulgarie        | 65      | 0,12  | 0      | en stagnation |                                                      |
|                        | Parti populaire - La Vérité et seulement la vérité | 65      | 0,12  | 0      | Nv.           |                                                      |
|                        | Union conservatrice de la droite                   | 62      | 0,11  | 0      | en stagnation |                                                      |
|                        | Unification nationale bulgare                      | 44      | 0,08  | 0      | en stagnation |                                                      |
|                        | Pravoto                                            | 36      | 0,06  | 0      | en stagnation |                                                      |
|                        | « Aucun de ces choix »                             | 2 152   | 3,86  | –      | –             | –                                                    |
|                        |                                                    |         |       |        |               |                                                      |
| Suffrages exprimés     | Suffrages exprimés                                 | 55 772  | 99,56 |        |               |                                                      |
| Votes nuls             | Votes nuls                                         | 245     | 0,44  |        |               |                                                      |
| Total                  | Total                                              | 56 017  | 100   | 6      | en stagnation | –                                                    |
| Abstentions            | Abstentions                                        | 96 738  | 63,33 |        |               |                                                      |
| Inscrits/Participation | Inscrits/Participation                             | 152 755 | 36,67 |        |               |                                                      |

### Élections législatives de 2023
| Partis                 | Partis                                                | Voix    | %     | Sièges | +/-           | Élus                               |
| ---------------------- | ----------------------------------------------------- | ------- | ----- | ------ | ------------- | ---------------------------------- |
|                        | Coalition GERB-SDS                                    | 18 543  | 31,11 | 2      | en stagnation | Martin Harizanov et Krasen Krastev |
|                        | Nous continuons le changement - Bulgarie démocratique | 9 867   | 16,55 | 1      | en stagnation | Denitsa Simeonova                  |
|                        | Renaissance                                           | 7 656   | 12,84 | 1      | en stagnation | Ivaylo Papov                       |
|                        | BSP pour la Bulgarie                                  | 6 322   | 10,61 | 1      | en stagnation | Atanas Zafirov                     |
|                        | Mouvement des droits et des libertés                  | 6 119   | 10,27 | 1      | en stagnation | Tsvetan Enchev                     |
|                        | Réveil bulgare                                        | 4 110   | 6,90  | 0      | en stagnation |                                    |
|                        | Il y a un tel peuple                                  | 2 285   | 3,83  | 0      | en stagnation |                                    |
|                        | La Gauche !                                           | 1 021   | 1,71  | 0      | en stagnation |                                    |
|                        | Bulgarie neutre                                       | 243     | 0,41  | 0      | en stagnation |                                    |
|                        | Hors de l'UE et de l'OTAN                             | 170     | 0,29  | 0      | en stagnation |                                    |
|                        | Parti populaire - La Vérité et seulement la vérité    | 163     | 0,27  | 0      | en stagnation |                                    |
|                        | Mouvement national pour la stabilité et le progrès    | 135     | 0,23  | 0      | en stagnation |                                    |
|                        | Ensemble                                              | 110     | 0,18  | 0      | en stagnation |                                    |
|                        | Voix du peuple                                        | 91      | 0,15  | 0      | en stagnation |                                    |
|                        | Union conservatrice de la droite                      | 72      | 0,12  | 0      | en stagnation |                                    |
|                        | Morale, Initiative et Patriotisme                     | 65      | 0,11  | 0      | en stagnation |                                    |
|                        | Unification nationale bulgare                         | 54      | 0,09  | 0      | en stagnation |                                    |
|                        | Social-démocratie bulgare - EuroGauche                | 52      | 0,09  | 0      | en stagnation |                                    |
|                        | Union nationale bulgare - Nouvelle démocratie         | 48      | 0,08  | 0      | en stagnation |                                    |
|                        | Union bulgare pour la démocratie directe              | 30      | 0,05  | 0      | en stagnation |                                    |
|                        | Parti socialiste - Voie bulgare                       | 14      | 0,02  | 0      | en stagnation |                                    |
|                        | « Aucun de ces choix »                                | 2 437   | 4,09  | –      | –             | –                                  |
|                        |                                                       |         |       |        |               |                                    |
| Suffrages exprimés     | Suffrages exprimés                                    | 59 607  | 98,41 |        |               |                                    |
| Votes nuls             | Votes nuls                                            | 963     | 1,59  |        |               |                                    |
| Total                  | Total                                                 | 60 570  | 100   | 6      | en stagnation | –                                  |
| Abstentions            | Abstentions                                           | 91 263  | 60,11 |        |               |                                    |
| Inscrits/Participation | Inscrits/Participation                                | 151 833 | 39,89 |        |               |                                    |